# نیستر (شهر)
نیستر (به آلمانی: Nister) یک شهر در آلمان است که در وستروالدکرایس واقع شده‌است. نیستر ۱۰۱۳ نفر جمعیت دارد.
|  |  |  |  |
|  |  |  |  |

## امکانات تفریحی
در این شهر فضاهایی برای تفریح ایجاد شده‌است که شامل زمین فوتبال ، زمین تنیس با سه مکان، زمین بازی با یک زمین توپ خیابانی، دو زمین بازی کودکان و یک شبکه گسترده مسیر پیاده‌روی می‌شود.